# 鮑魚刷

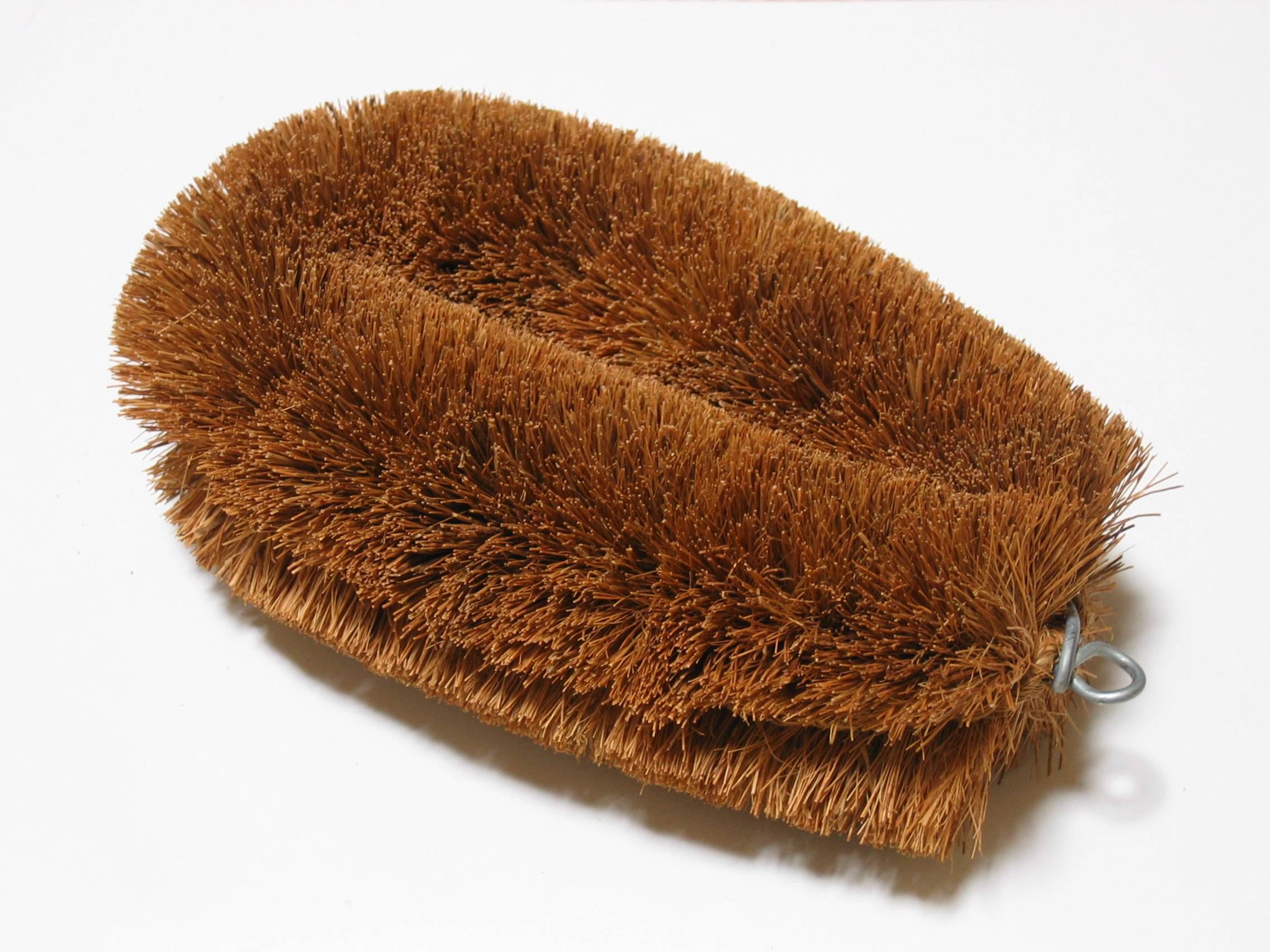
鮑魚刷

鮑魚刷是一種刷頭類似鮑魚的刷子，它還分為不同種類，有些能用來清潔馬桶，鮑魚刷的刷頭形狀比起普通的刷子更容易將馬桶的暗角位洗刷乾淨，而有些鮑魚刷能把一些廚具碗碟上的頑固污漬洗刷乾淨。